# Карлсон, Фрэнк
Фрэнк Ка́рлсон (англ. Frank Carlson; 23 января 1893, округ Клауд, Канзас — 30 мая 1987, Конкордия, Канзас) — американский политик-республиканец, губернатор Канзаса с 13 января 1947 года по 28 ноября 1950 года.

## Биография
Представлял штат Канзас в обеих палатах Конгресса США, сначала в Палате представителей с 1935 по 1947 год, а затем в Сенате с 1950 по 1969.
Карлсон — сын иммигрантов из Швеции. Он учился в Аграрном колледже штата Канзас (ныне Университет штата Канзас). Он участвовал в Первой мировой войне в американской армии. Затем он работал в качестве фермера в штате Канзас.
Карлсон был одним из кандидатов на праймериз Республиканской партии во время президентских выборов в 1968 году.
Карлсон был баптистом. Он похоронен на кладбище Плезант-Хилл в Конкордии.